# Садовский, Андрей Дмитриевич
Андре́й Дми́триевич Садо́вский (1880, Симферополь — 8 июля 1927, Москва) — российский революционер, советский государственный и профсоюзный деятель.

## Биография

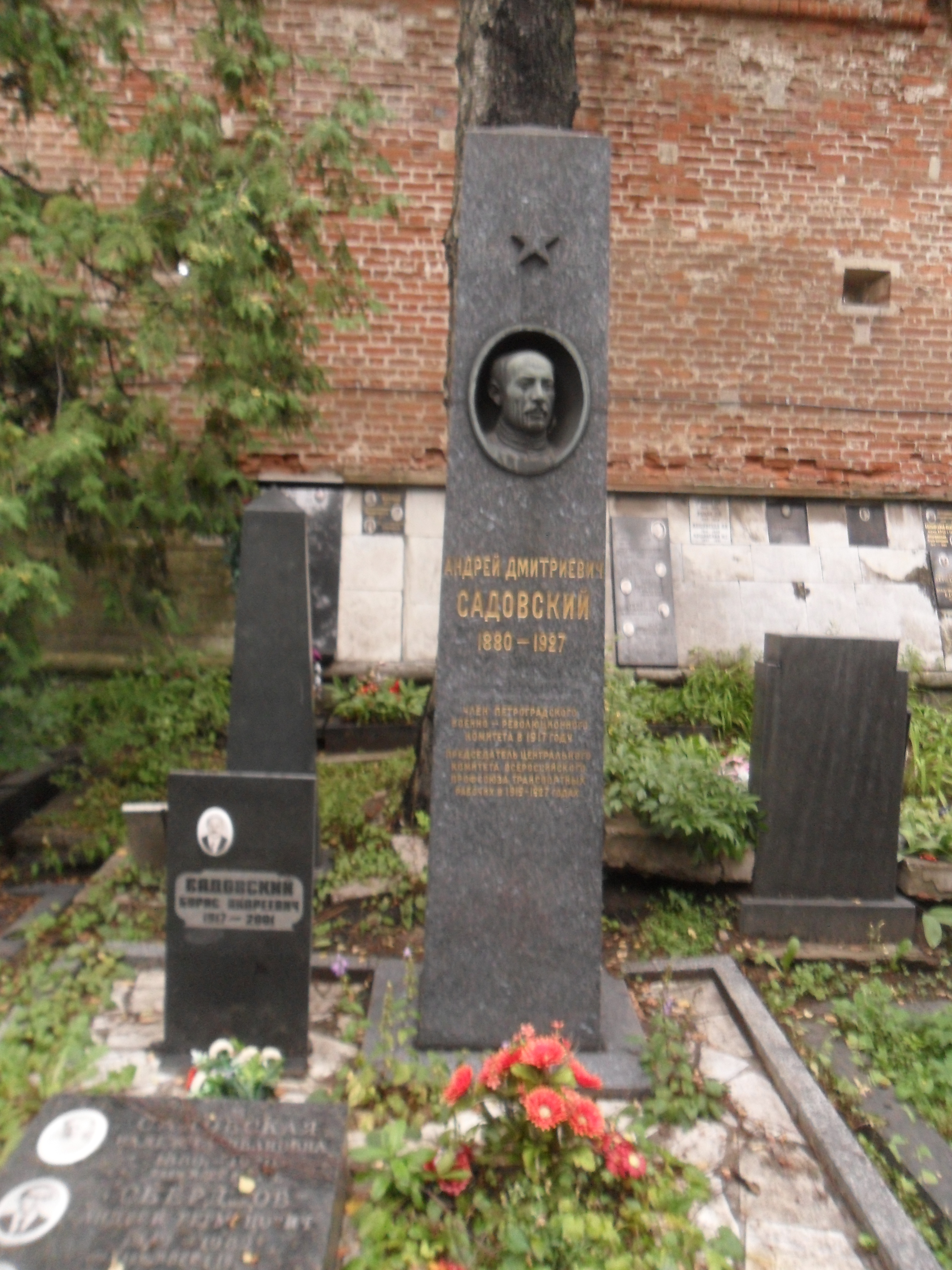
Могила Садовского на Новодевичьем кладбище.

Окончил реальное училище в Мелитополе. С 1899 года учился в Петербургском институте инженеров путей сообщения, в 1901 году вступил в РСДРП. В 1904 году был арестован и выслан из Петербурга, но в 1905 г. вернулся и продолжал участвовать в революционной деятельности, участвовал в организации боевых дружин на Путиловском заводе. В 1906—1911 годах был представителем студенческой организации института в Объединенной студенческой организации РСДРП. Окончил институт в 1911 году. В 1914 году призван в армию. 
После Февральской революции 1917 года член Президиума и Исполкома Петроградского совета, заместитель председателя солдатской секции, председатель военного отдела Совета. С июня 1917 член бюро большевистской фракции Петросовета. Во время Октябрьского вооружённого восстания член бюро Петроградского ВРК, в котором заведовал вооружением, связью и транспортом. 
С 1918 года работал заведующим автоотделом ВЦИК, затем заведующим транспортным отделом ЦИК СССР. В марте 1918 г. в Москве по его инициативе был создан автоотряд как самостоятельное автохозяйство со всеми необходимыми службами по транспортному обслуживанию ВЦИК. Делегат IX—XI съездов РКП(б), член ВЦИК всех созывов и ЦИК СССР 1-го, 2-го и 3-го созывов.
В октябре 1919 года был избран председателем Центрального комитета ВПСТР (Всероссийского производственного союза транспортных рабочих), стал одним из организаторов этого профсоюза. Неоднократно переизбирался на съездах и руководил профсоюзом до 1927 года.